# Villa Waldfrieden (Düsseldorf)

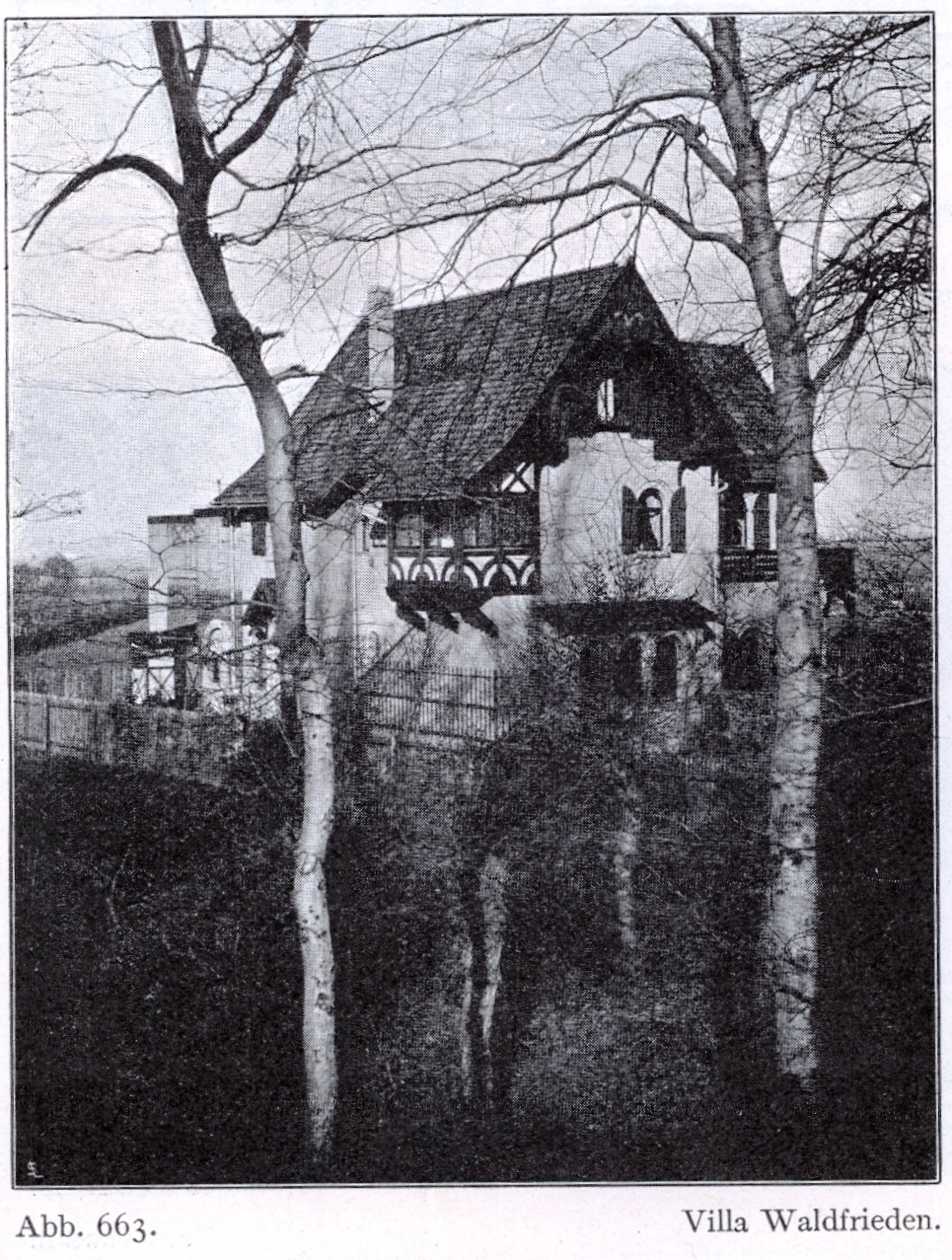
Villa Waldfrieden

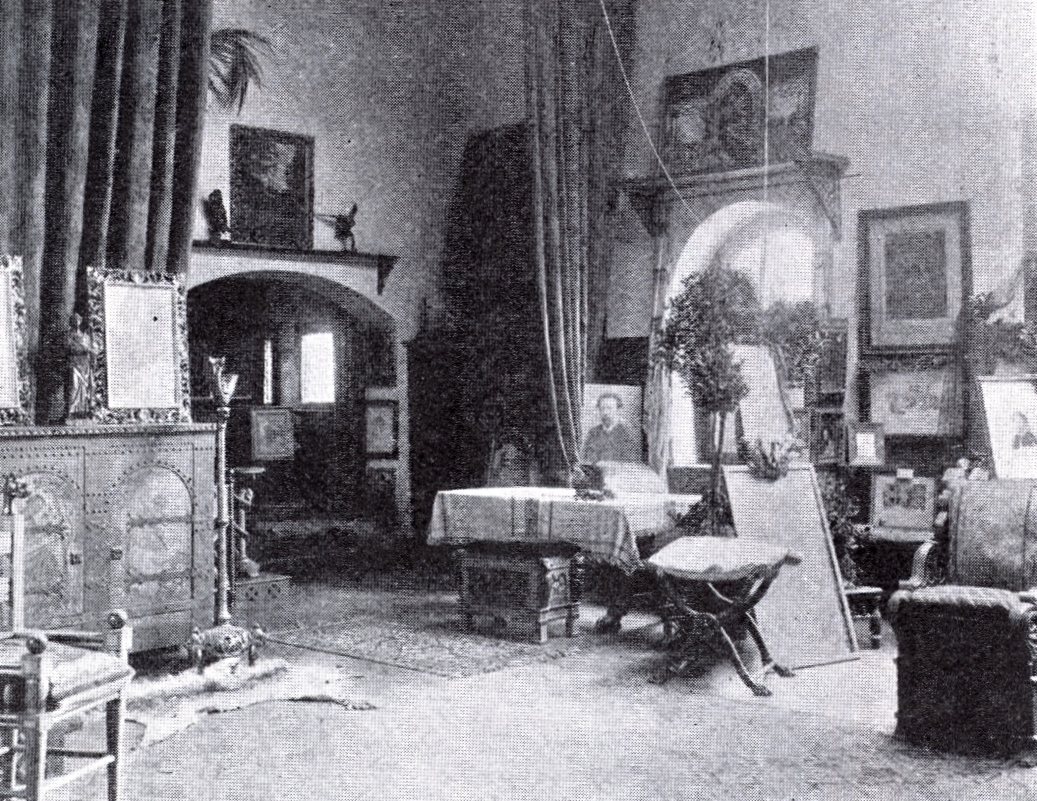
Atelier in der Villa Waldfrieden

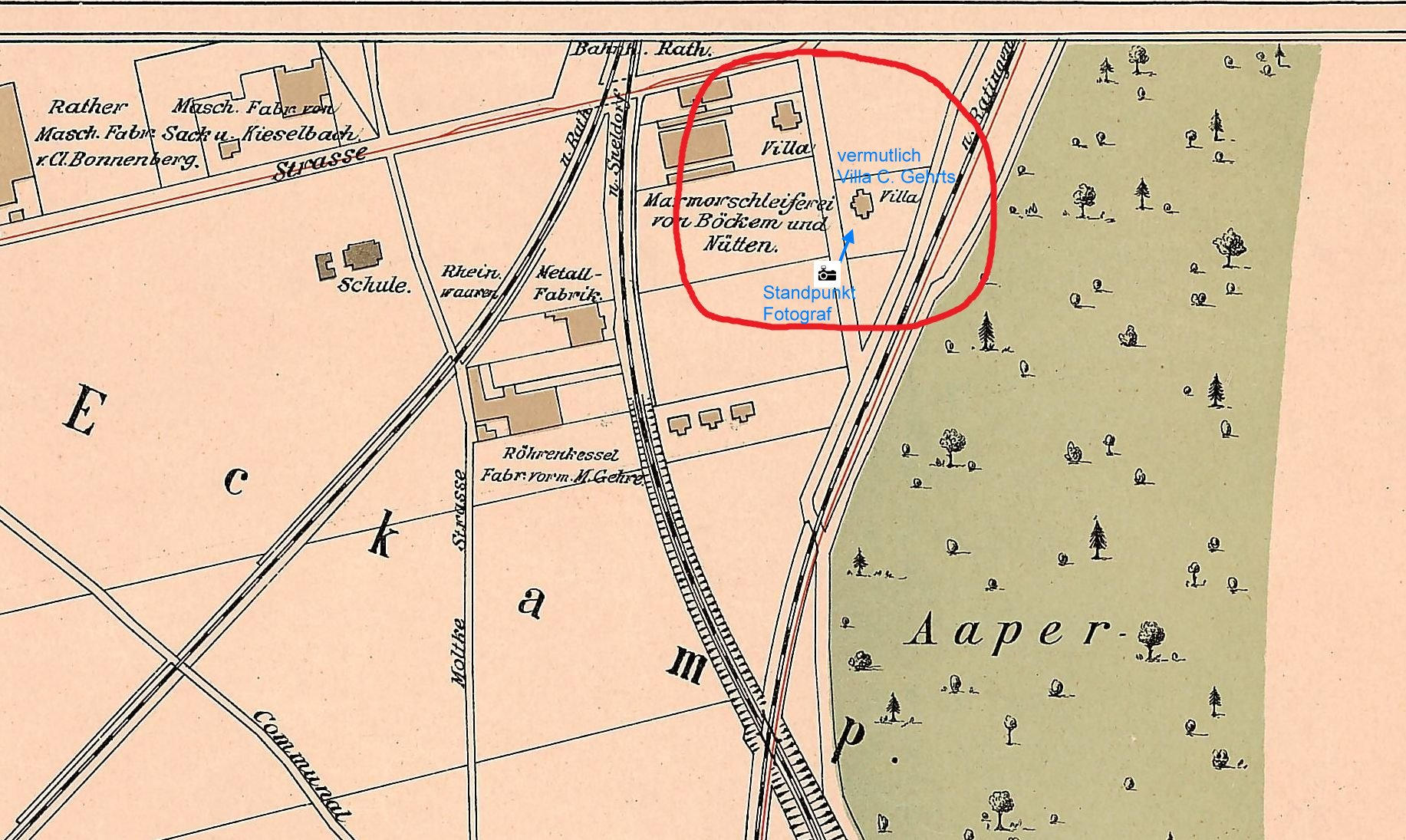
Kartenausschnitt Rath von 1902. Lage der Villa Waldfrieden.

Die Villa Waldfrieden in Düsseldorf-Rath wurde 1893/1894 nach einem Entwurf des Düsseldorfer Architekten Carl Wilhelm Schleicher für den Maler Carl Gehrts und dessen Frau Anna erbaut.

## Lage
Die Villa hatte im Jahre 1895 die Adresse „Oberrath 275A“ und stand noch vor 1922 in der damaligen Steinerstraße, die seit 1909 Liliencronstraße heißt und sich im Straßenverlauf etwas verändert hat. Das Haus des Bauherrn Karl Heinrich Julius Gehrts wurde demnach aus heutiger Sicht in der Nähe des Flurstücks Reichswaldallee Nr. 7 unweit des Aaper Waldes errichtet.

## Beschreibung
Das zweigeschossige Wohnhaus wurde im Heimatstil gestaltet. Schindeln, Holz und Putz waren die vorherrschenden Materialien der Fassaden des am Waldrand stehenden Hauses. Der größte Teil des Grundrisses wurde von dem Maler-Atelier des bereits 1898 verstorbenen Bauherrn in Anspruch genommen. Carl Gehrts nannte die Villa: „Haus Waldfried“.